# General Tapioca
 General Tapioca  er en bifigur i Tintin-serien, hvor han er general Alcazars modstander. Han nævnes dog kun i Det knuste øre, De 7 krystalkugler, Koks i lasten, først i Tintin og picaroerne får vi ham at se.